# L'imperatore della California
L'imperatore della California (Der Kaiser von Kalifornien) è un film del 1936 scritto, interpretato, prodotto e diretto da Luis Trenker. Vinse la Coppa Mussolini al miglior film straniero alla Mostra del Cinema di Venezia.

## Trama
Nei primi anni dell'Ottocento, Johann August Sutter, cittadino tedesco di origini svizzere, lascia la sua famiglia ed emigra in Nord America per motivi politici. Si sistema nelle valli attorno a Sacramento. Qualche tempo dopo, la scoperta che la terra in quella zona è ricca d'oro genera una corsa all'accaparramento.

## Produzione
Il film fu prodotto dalla Luis Trenker-Film e Tobis-Rota. Venne girato dall'agosto 1935 al 1936 in Germania (Baviera), in Messico e negli Stati Uniti (Arizona, California, Nevada).

## Distribuzione
Distribuito dalla Rota-Film Verleih AG, venne presentato in prima all'Ufa-Palast am Zoo di Berlino il 21 luglio 1936. In Austria, il film venne distribuito dalla Tobis-Sascha Film-Vertrieb.

## Riconoscimenti
- Festival di Venezia
  - Coppa Mussolini al miglior film straniero